# König-Alexander-Brücke
Die König-Alexander-Brücke (serbisch Мост краља Александра Most kralja Aleksandra) war eine Straßenbrücke über die Save in Belgrad im damaligen Königreich Jugoslawien bzw. im heutigen Serbien.
Die am 16. Dezember 1934 eröffnete Brücke stand an der Stelle der heutigen Brankov most und verband den Hafen und das geschäftlich lebhafte Altstadtviertel Savamala am rechten Ufer der Save mit dem damals noch weitgehend unbewohnten Überschwemmungsgebiet am linken Ufer, über das die Straße nach Zemun verlief und wo der Flughafen war.
Sie wurde nach König Alexander I. Karađorđević benannt, der als König von 1921 bis zu seinem Tod im Jahre 1934 regiert hatte.

## Vorgeschichte
Jugoslawien hatte als eine der Siegermächte des Ersten Weltkriegs Anspruch auf Reparationen und beschloss, sie für eine Brücke in Belgrad über die Save zu verwenden. Es sollte die erste feste Straßenbrücke in Belgrad werden, nach der erstmals 1884 erbauten Alten Eisenbahnbrücke.
Die Gutehoffnungshütte (GHH) vereinbarte dazu mit der Société de Construction des Batignolles (S.C.B.), die zu der Zeit Entwässerungsarbeiten in der Ebene von Pančevo ausführte, dass GHH die Stahlkonstruktion und S.C.B. alle anderen Arbeiten ausführen würden, wie z. B. Fundamente, Pfeiler, Widerlager, Rampenbrücken und Fahrbahnbeläge sowie die 4 km langen Zufahrtsstraßen auf beiden Seiten der Brücke.

## Beschreibung
Die König-Alexander-Brücke war eine sogenannte unechte Hängebrücke, bei der die Tragseile an dem Fahrbahnträger selbst und nicht an großen Ankerblöcken im Boden befestigt sind. Mit der Mülheimer Brücke war eine ähnliche Konstruktion bereits einige Jahre zuvor über den Rhein gebaut worden.
Sie hatte eine Spannweite von 261 m über der Hauptöffnung und von je 75 m über den Seitenarmen, insgesamt also 411 m. Daran schlossen sich die Rampenbrücken an.
Die stählernen Pylone hatten allseitig geschlossene Kastenprofile und ragten 33 m über die Fahrbahn empor. Die Brücke war 18 m breit. Die beiden Hauptträger der Fahrbahn waren im Abstand von 14,5 m angeordnet und hatten eine Bauhöhe von 4,30 m. Sie waren durch Querträger im Abstand von 6,25 m versteift. Die Fahrbahn zwischen den Pylonen war 12 m breit einschließlich der beiden am Rand neben den Pylonen angeordneten Straßenbahngleise. Die Gehwege waren außen auf Konsolen montiert. Das Gesamtgewicht der Stahlkonstruktion betrug rund 7000 t. Die Pfeiler wurden mit Hilfe von Caissons mit einer Grundfläche von 40 × 16 m bis zu einer Tiefe von 25 m unter Mittelwasser gegründet.
Die Brücke hatte eine lichte Höhe von 17 m über dem mittleren Wasserstand.

## Geschichte
Die Bauarbeiten dauerten von 1930 bis 1934. Verzögerungen ergaben sich, da die Räumung der Ufergrundstücke auf Widerstand stieß. Im Jahre 1934 entstand eine Auseinandersetzung über die Ausgestaltung der Brücke im serbisch-byzantinischer Stil. Der Bildhauer und Architekt Ivan Meštrović wollte große Portaltürme neben dem Eingang mit je einer Säule einer Reiterstatue von vier Königen der jugoslawischen Geschichte krönen, die damit fast so hoch wie die Pylone der Brücke geworden wären. Es blieb schließlich bei den Portaltürmen.
Die Belastungsproben Mitte Dezember wurden unter Leitung von Mirko Roš, dem Direktor der Eidgenössischen Materialprüfungs- und Forschungsanstalt durchgeführt. Die Eröffnungszeremonie am 16. Dezember 1934 fand mit großer Anteilnahme der Bevölkerung statt.
Im Balkanfeldzug des Zweiten Weltkriegs wurde Jugoslawien am 6. April 1941 von der Wehrmacht angegriffen und Belgrad an diesem und dem folgenden Tag schwer bombardiert. In dem Versuch, eine deutsche Invasion aufzuhalten, wurden alle drei Brücken in der Nacht vom 11. auf den 12. April 1941 gesprengt. In der dunklen Nacht wurde dabei übersehen, dass gerade ein Schiff unter der König-Alexander-Brücke durchfuhr, so dass weitere 98 Menschen ihr Leben verloren. Die Wehrmacht nahm Belgrad am 12. April 1941 ein. Bald darauf richtete sie eine Pontonbrücke ein.